# Варненский археологический музей
Варненский археологический музей (болг. Варненският археологически музей) — один из крупнейших исторических и археологических музеев Болгарии, в городе Варна.

## История
Музей был создан 3 июня 1886 года по инициативе Варненского археологического общества и первоначально занимал часть городской библиотеки. Нынешнее здание в стиле неоренессанса, в котором располагается музей, было построено в 1892—1898 годах архитектором Петко Момчиловым для варненской женской гимназии. Первая экспозиция здесь была открыта для посещений 11 июня 1906 года. Первым директором его был остававшийся на этой должности до своей смерти (в 1944 году) выдающийся археолог Карел Шкорпил. С 1945 года управление и финансирование музея переходит к государству.
Общая площадь музея составляет 2.150 м². Кроме собственно выставочных залов, здесь имеются научные библиотека и архив, хранилище, учебные помещения, внутренний двор с размещёнными в нём каменными и мраморными экспонатами.

## Экспозиция
В первую очередь следует упомянуть найденное при раскопках в районе Варны в 1972 году и хранящееся ныне в Варненском археологическом музее ценнейшее собрание золотых изделий, древнейший в мире «золотой клад» из обнаруженных до сих пор. Находка была сделана в Варненском некрополе, она относится к периоду с 4 600 по 4 200 гг. до н. э. и является уникальной. В неё входят различные предметы, изготовленные из золота — нашейные гривны, заколки, пряжки и бляшки, браслеты, ожерелья, орудия труда и проч. Общий вес изделий из золота — не менее 6 килограммов.
В экспозицию музея входит около 50.000 экспонатов, иллюстрирующих историю Балкан и Причерноморья от палеолита и до позднего средневековья. Здесь можно увидеть каменные изваяния фракийцев, античные статуи Геракла, протоболгарскую керамику, болгарские иконы XVI—XIX столетий. Обращает на себя внимание каменный барельеф из римских терм, изображающий характерные для римлян виды игр и спорта. Достойно внимания также собрание монет — от раннегреческих экземпляров и до отчеканенных в Османской империи уже во времена её заката.
Музейная экспозиция разделена на 4 большие части:
- Предыстория (залы 1-7). Сюда входят: Палеолит, мезолит, неолит, халколит, раннефракийская культура, находки из Варненского некрополя.
- Античность (залы 8-18): основание Одессоса (ныне Варна), Одессос в эпоху эллинизма, религия и погребальные обычаи, ювелирные украшения и драгоценности, Одессос в эпоху римских завоеваний, раннехристианский Одессос.
- Средневековье (залы 22-29): Первое Болгарское царство, возрождение города Варна (XI столетие), Второе Болгарское царство, Варна в XIV—XVIII веках, средневековые ювелирное украшения и драгоценности (XIII—XIV века).
- Церковное искусство (залы 31-36): Церковная посуда, облачения и иконы; резьба по дереву.

## Адрес и режим работы
Варненский археологический музей находится по адресу: город Варна, бульвар Марии Луизы 41. Время работы музея: в летнее время года (с апреля по октябрь) — с 10:00 до 17:00 все дни недели, в зимнее время года (с ноября по март) — с 10:00 до 17:00, в воскресенье и понедельник — выходной.

## Галерея

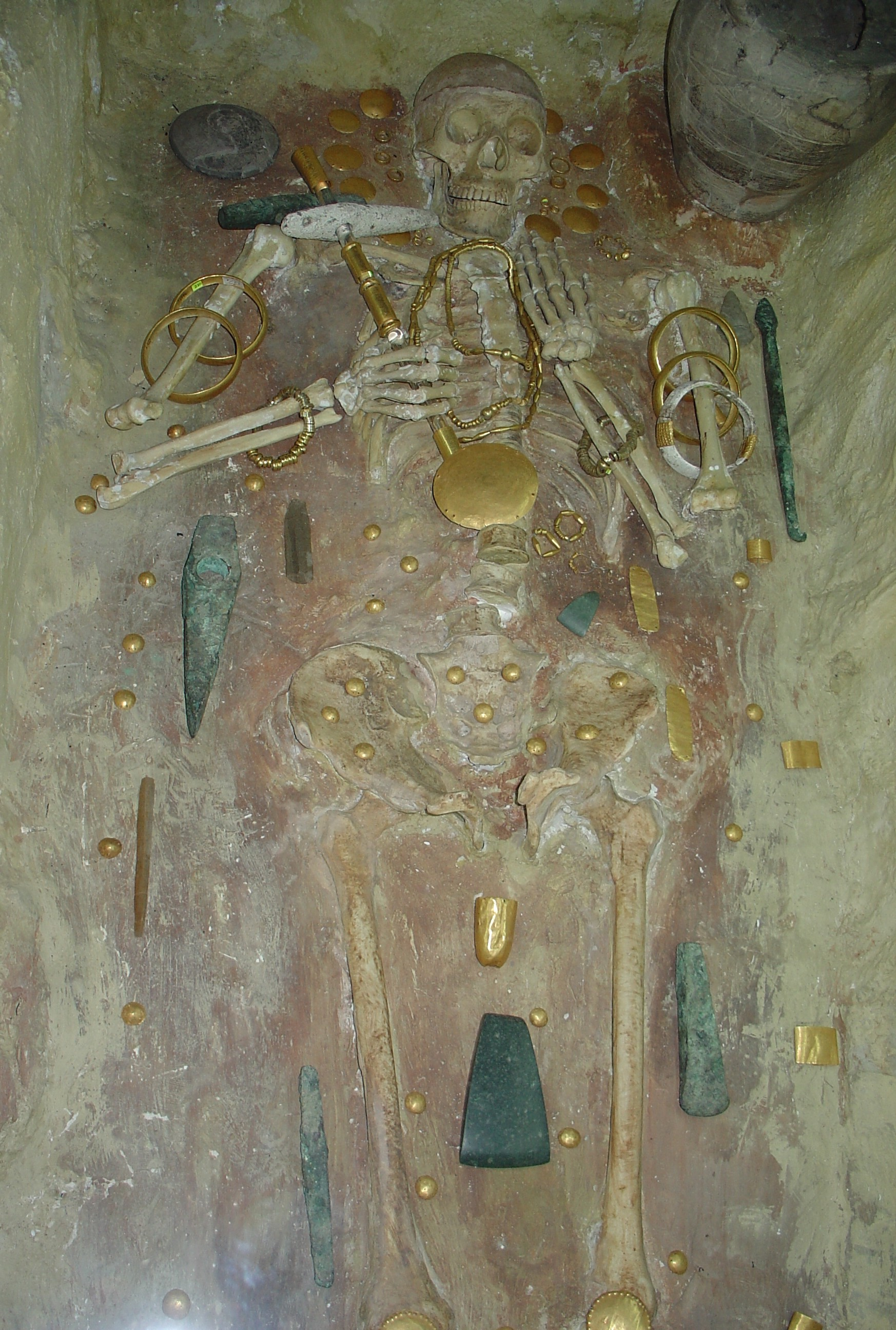
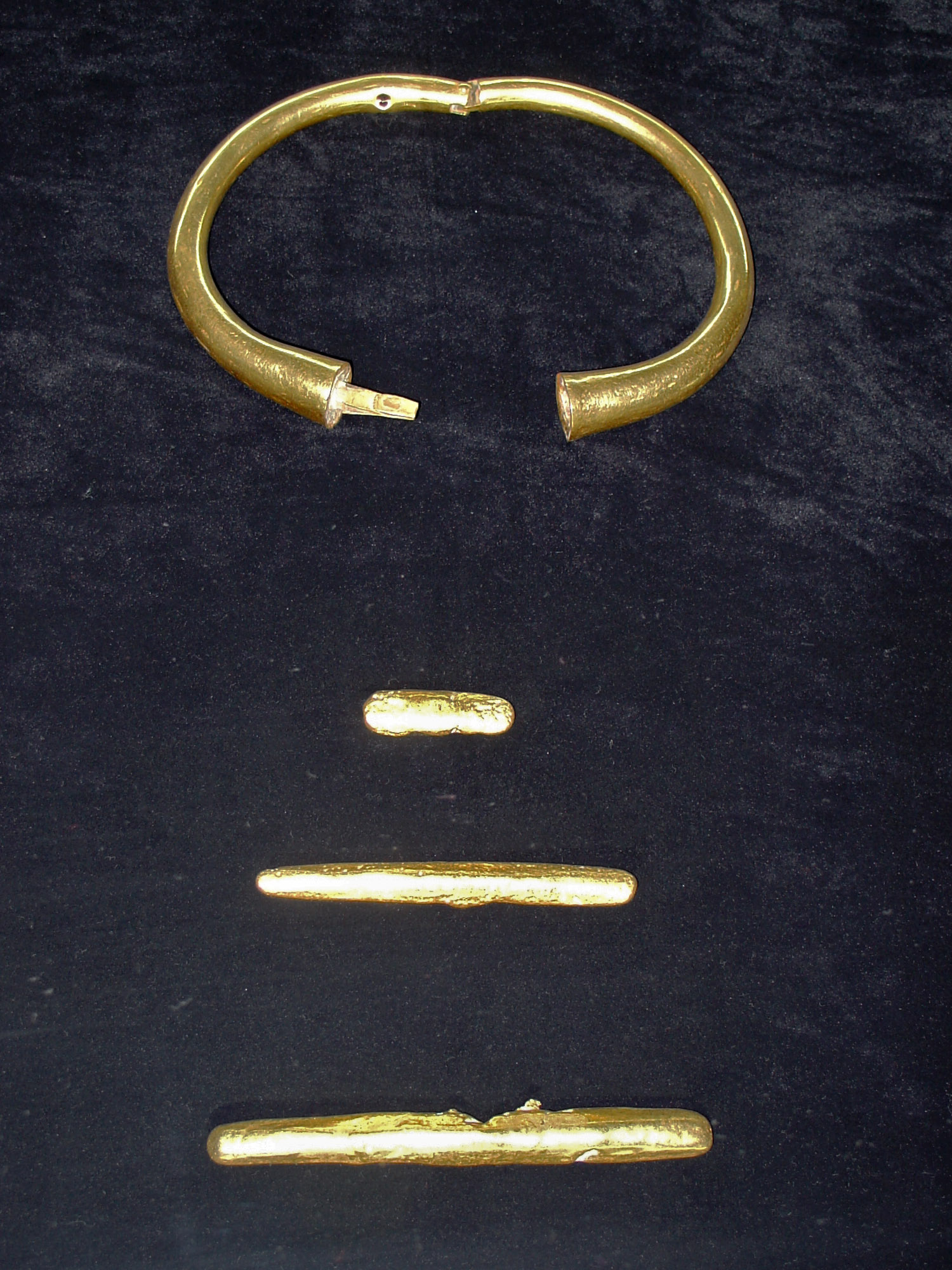
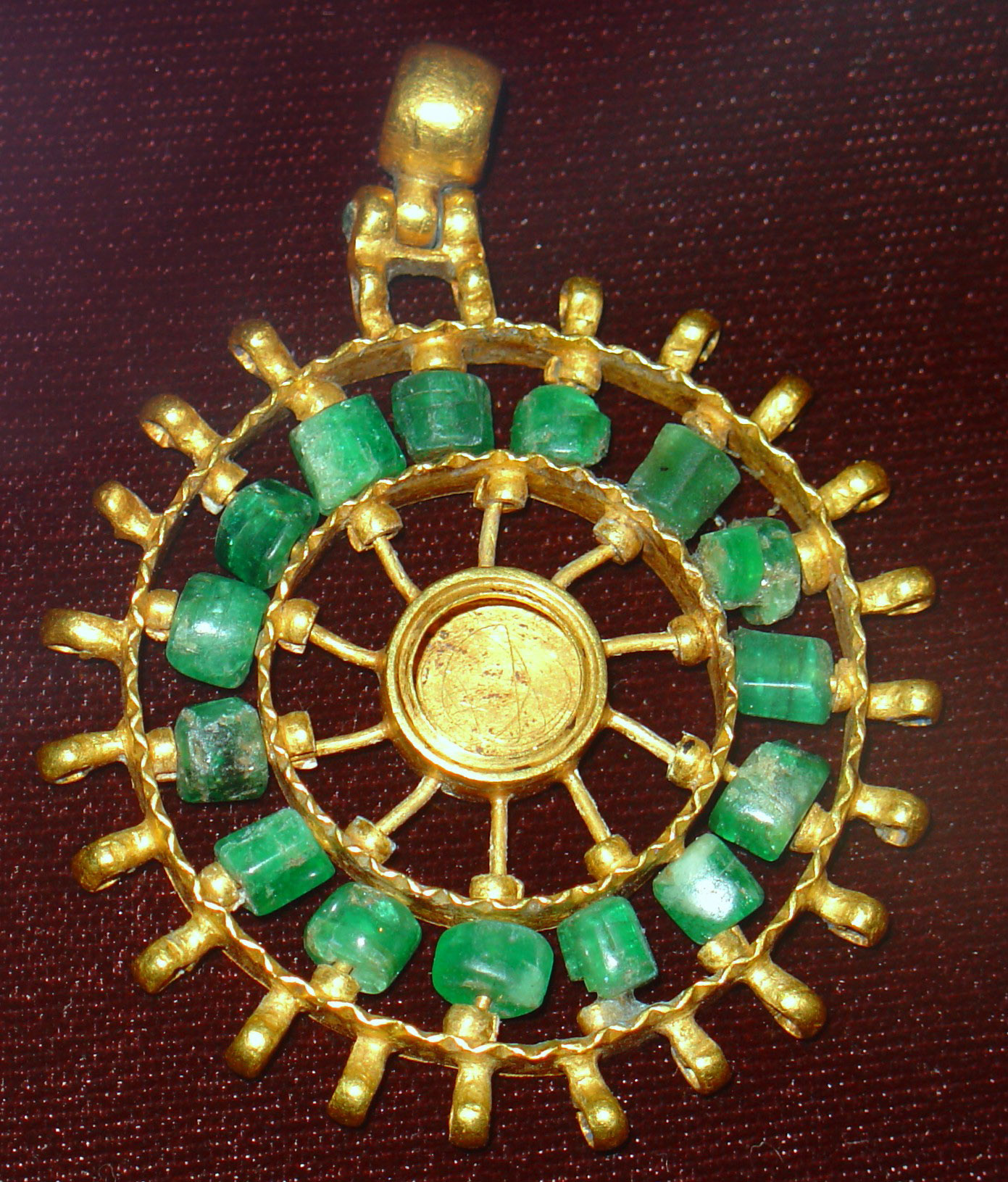
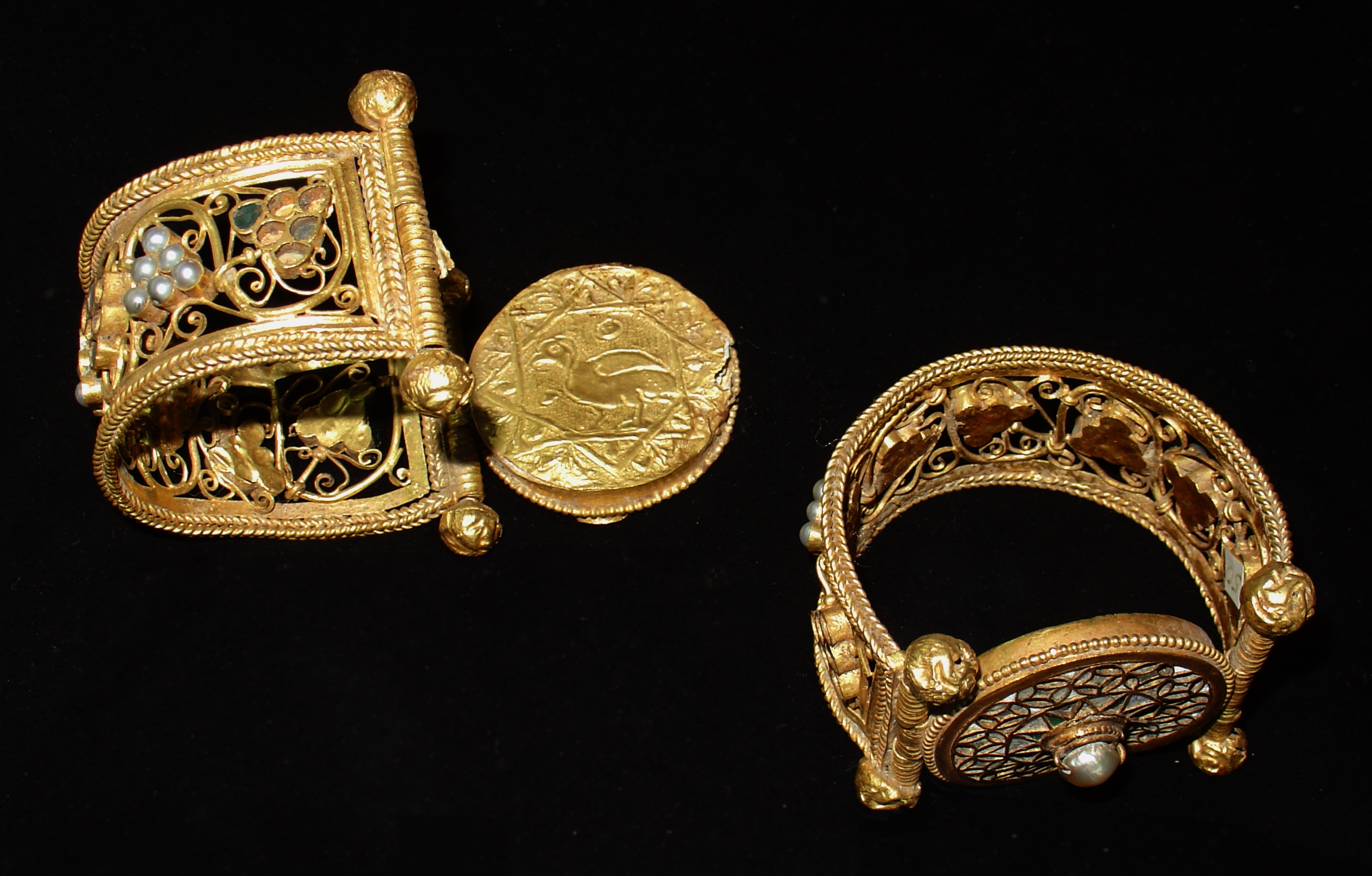
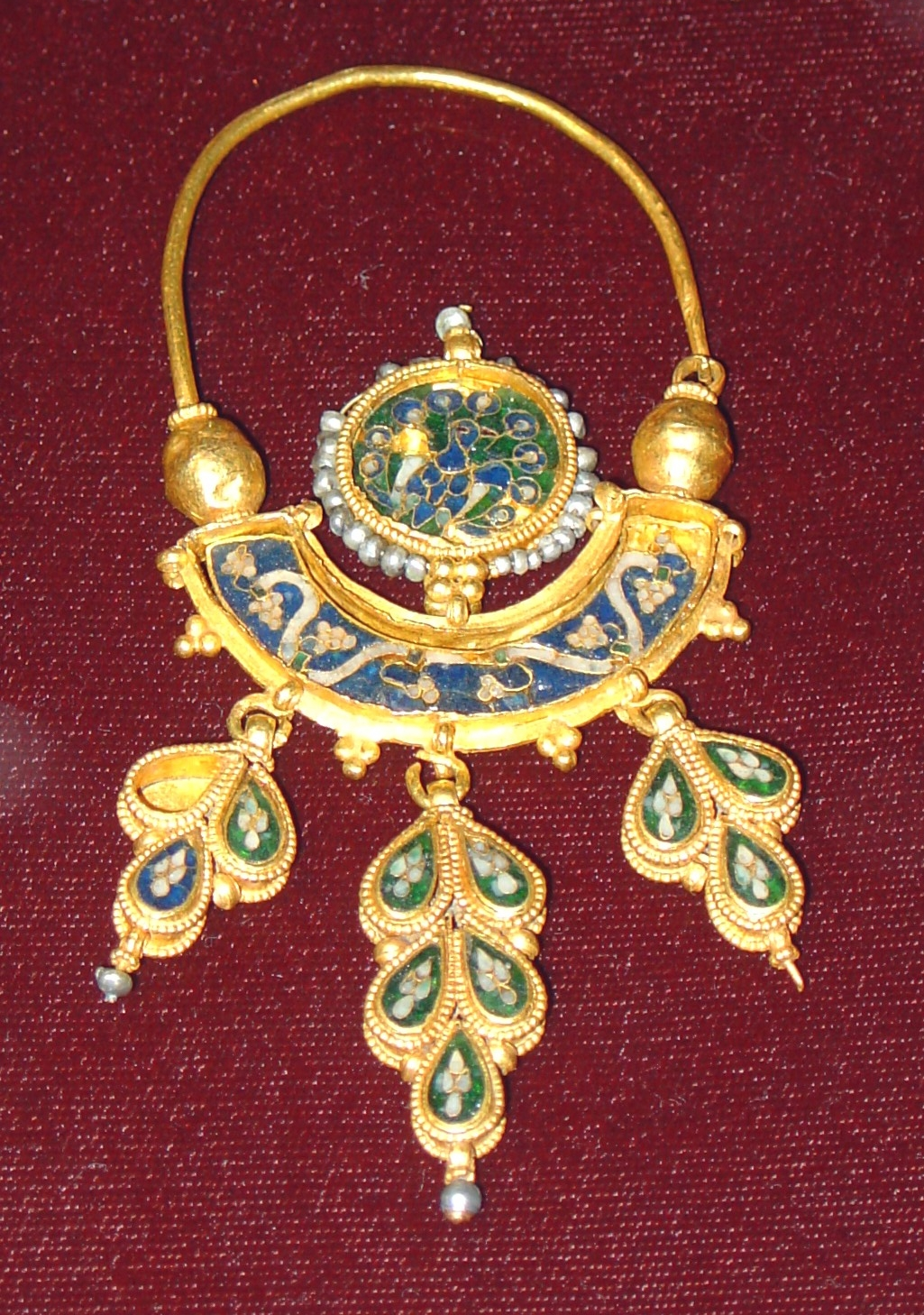
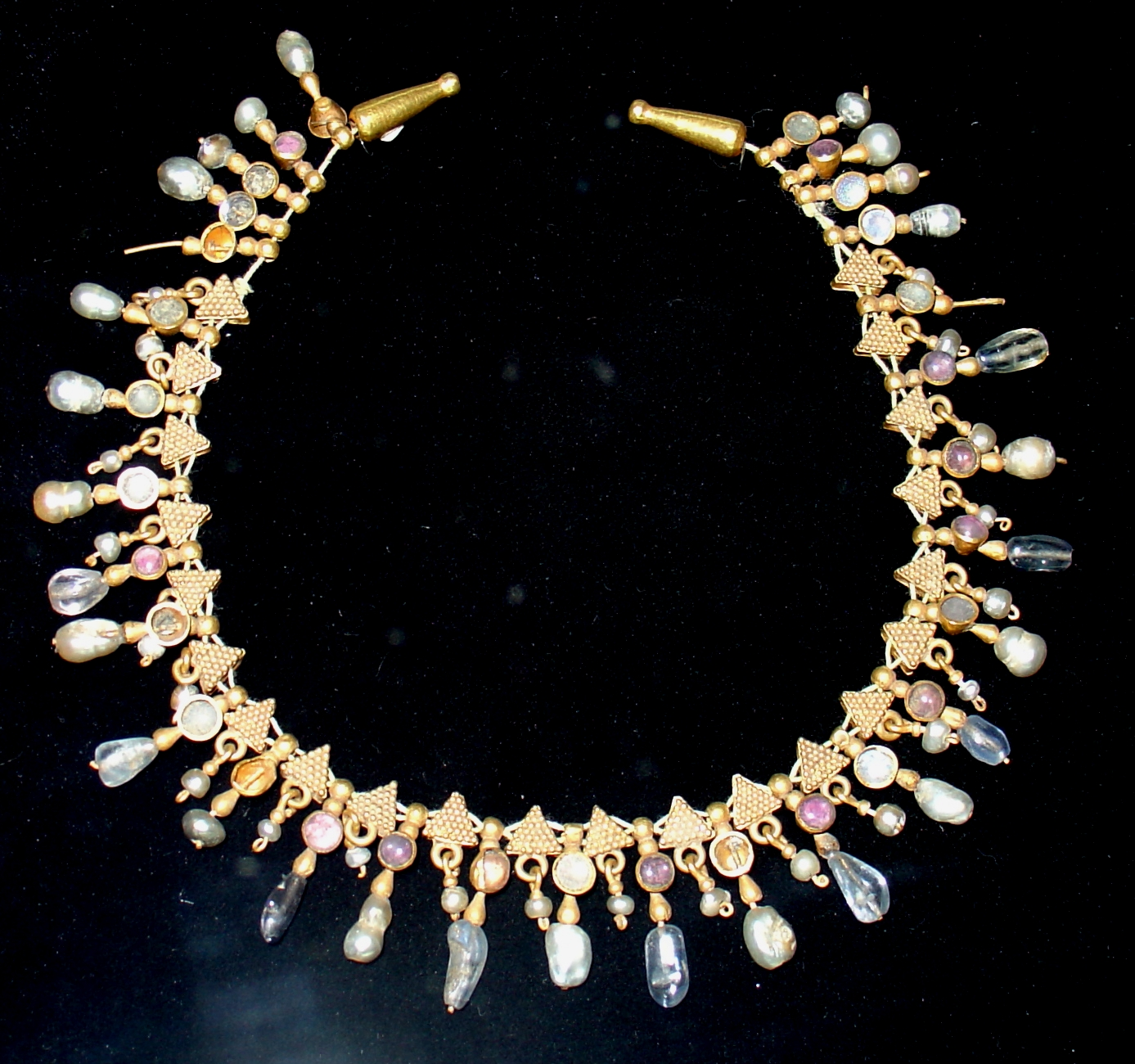
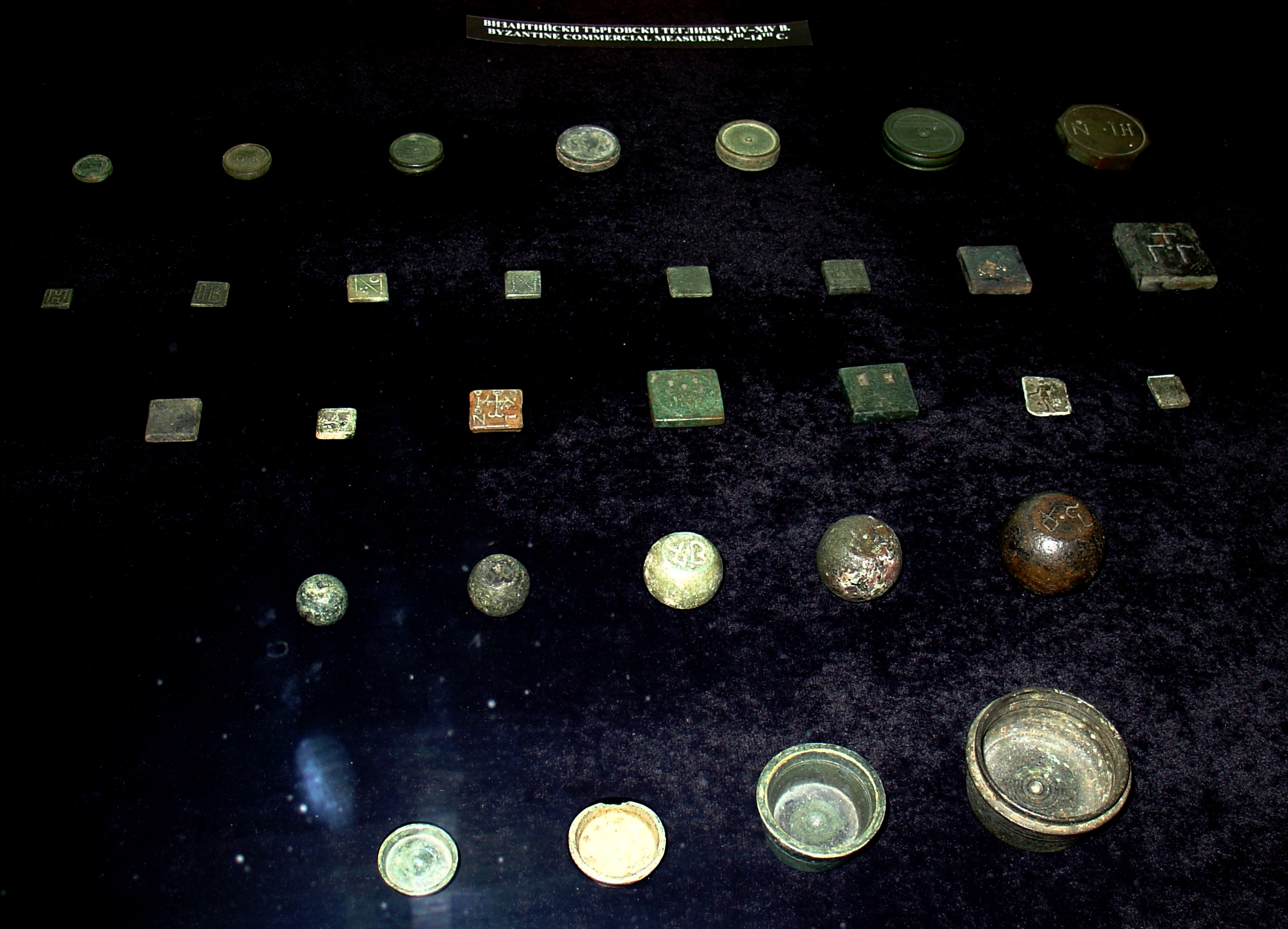
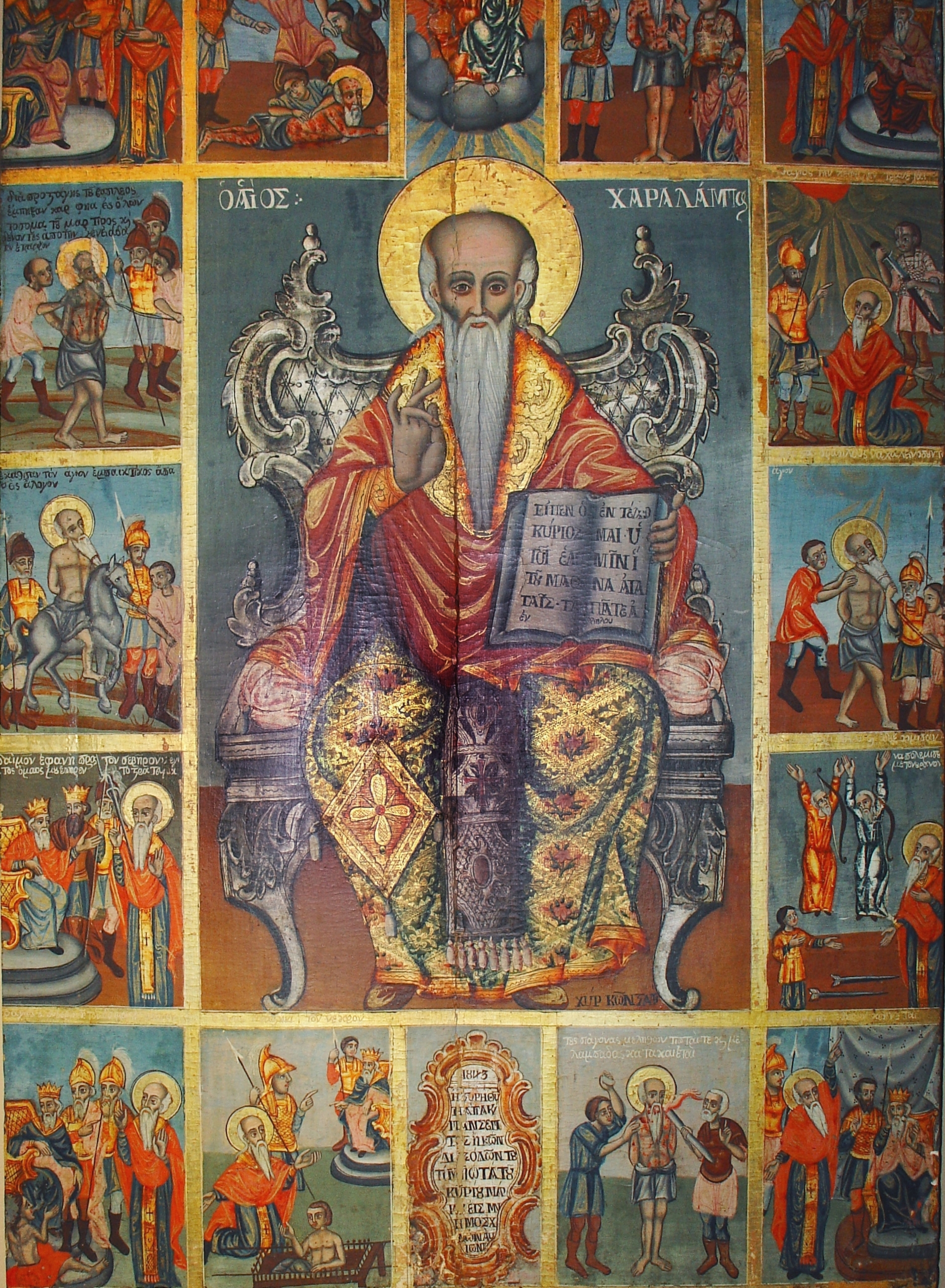
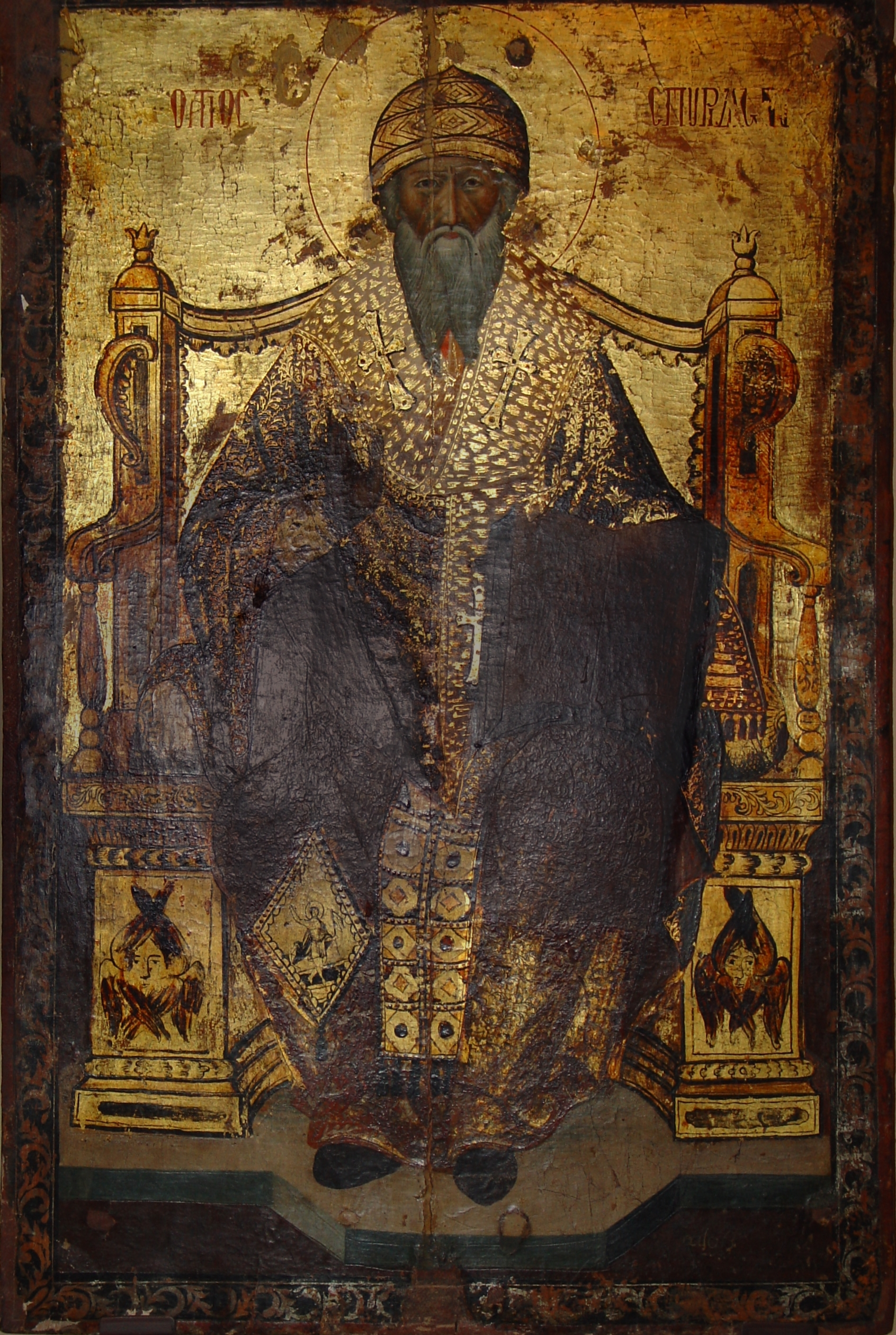
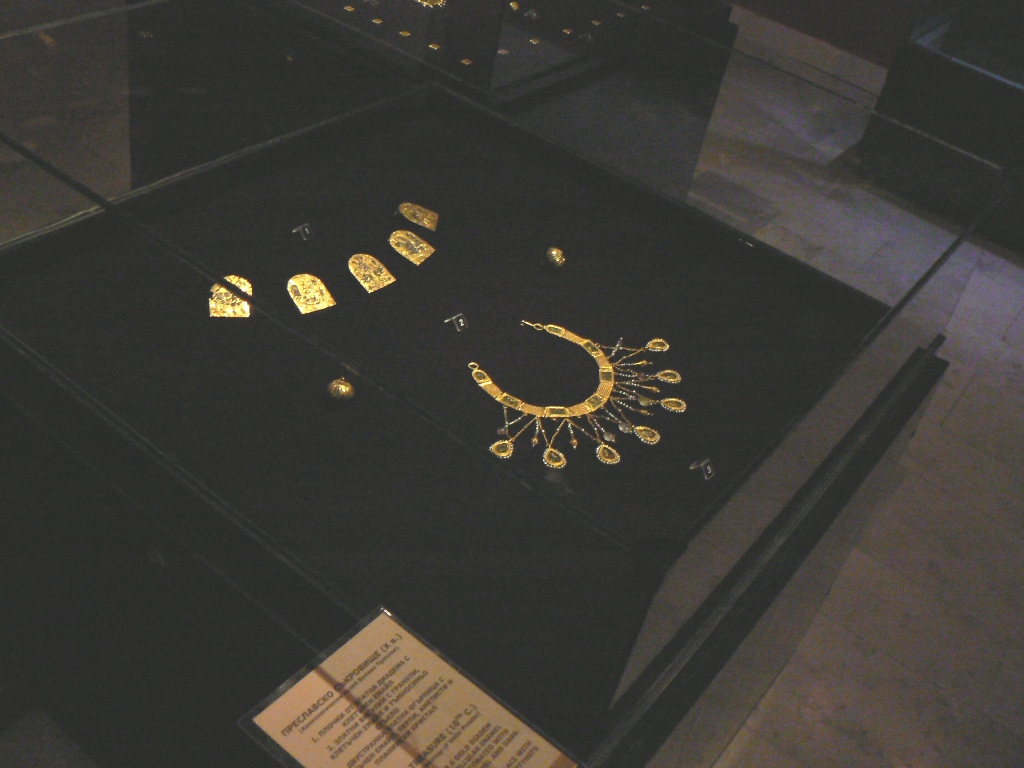
Двойное золотое ожерелье из Преславского клада X века
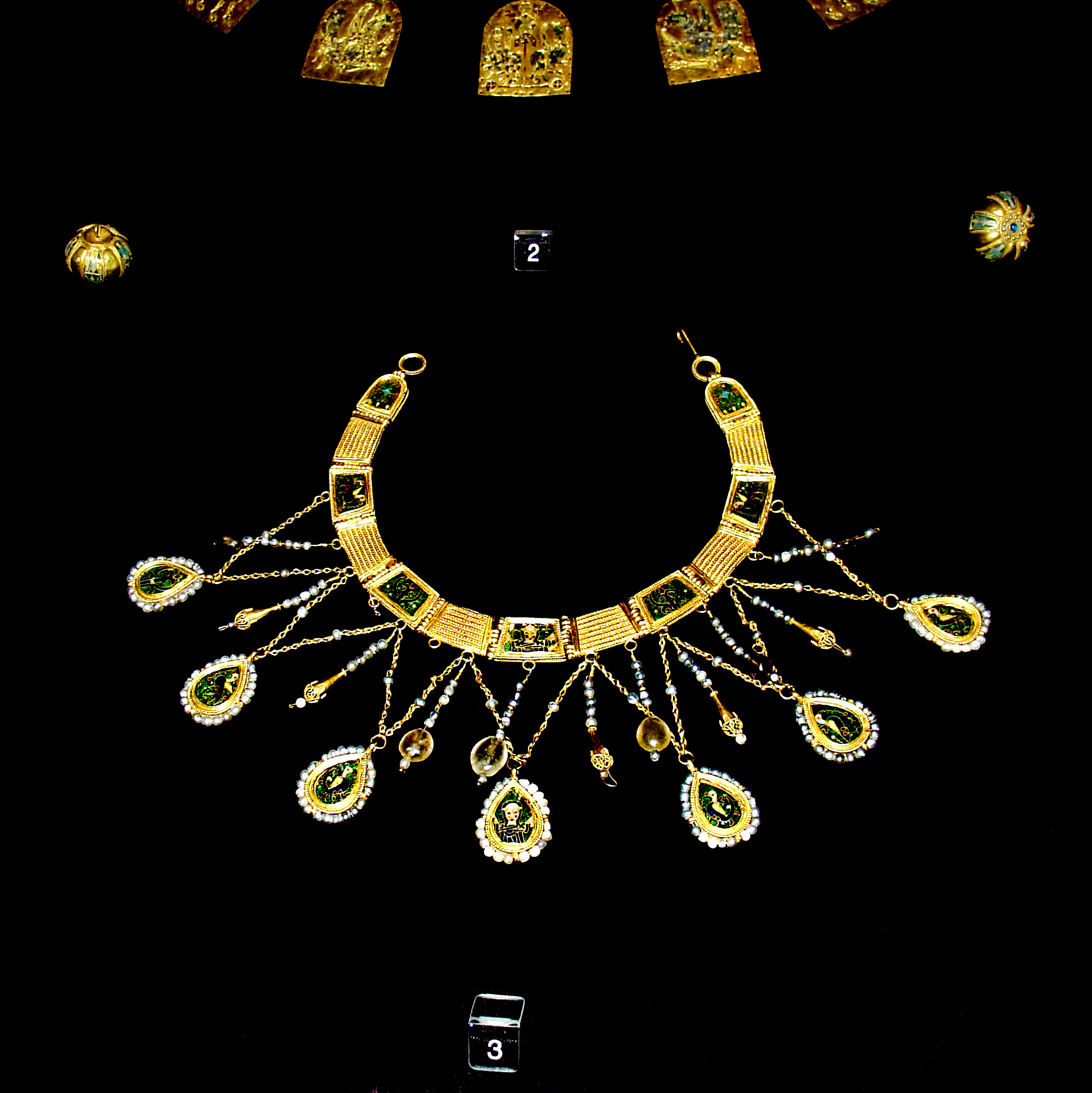
Двойное золотое ожерелье из Преславского клада X века